# 하이탐 무스타파
하이탐 무스타파 카라르(아랍어: هيثم مصطفي كرار Haitham Mostafa Karar[*], 1977년 7월 19일 ~ )는 수단의 전 축구 선수로 수단 대표팀 내 국제 A매치 최다 출전자이며 UN의 친선대사이기도 하다.

## 수상

### 클럽
알힐랄 SC
- 수단 프리미어리그 : 우승 (1996, 1998, 1999, 2003, 2004, 2005, 2006, 2007, 2009, 2010, 2012), 준우승 (2000, 2001, 2002, 2008, 2011)
- 수단컵 : 우승 (1998, 2000, 2002, 2004, 2009, 2011), 준우승 (1996, 2005, 2006, 2007, 2008, 2010, 2012)
- 아랍 컵위너스컵 : 준우승 (2001)

알메리크 SC
- 수단 프리미어리그 : 우승 (2013)
- 수단컵 : 우승 (2013, 2014)
- 카가메 인터클럽컵 : 우승 (2014)

### 국가대표팀
수단
- CECAFA컵 : 우승 (2006), 3위 (2004)